# Jennifer Tamas
Jennifer Claire Tamas z domu Joines (ur. 23 listopada 1982 roku w Santa Clara) – amerykańska siatkarka, reprezentantka kraju. Na Igrzyskach Olimpijskich w Pekinie w 2008 roku zdobyła srebrny medal z reprezentacją narodową. W reprezentacji Stanów Zjednoczonych wystąpiła w latach 2001-2012 w 201 meczach.

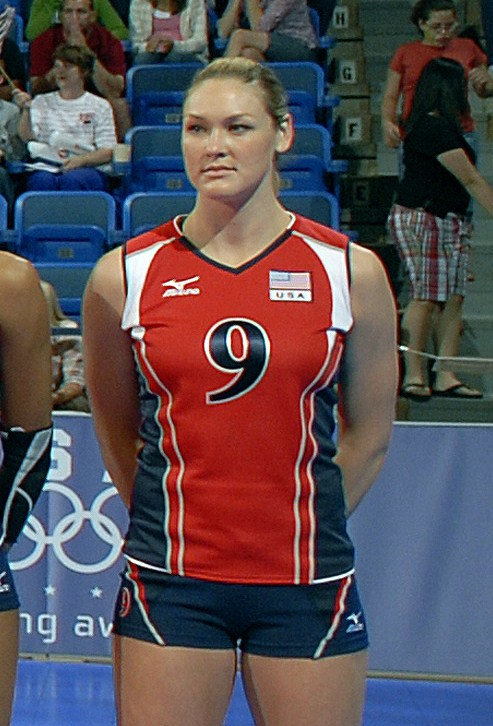
Jennifer Tamas reprezentantką Stanów Zjednoczonych

Po sezonie 2012/2013 siatkarka zdecydowała się zakończyć karierę siatkarską.

## Życie prywatne
22 sierpnia 2009 wyszła za mąż, za Chrisa Tamasa, byłego siatkarza, a obecnie trenera siatkarskiego.

## Sukcesy klubowe
Liga uniwersytecka - Big West Conference:
- 2001
- 2002

Liga portorykańska:
- 2010

Puchar Challenge:
- 2011

Liga azerska:
- 2011, 2012

## Sukcesy reprezentacyjne
Igrzyska Panamerykańskie:
- 2003

Mistrzostwa Ameryki Północnej:
- 2005, 2011, 2015
- 2007

Puchar Wielkich Mistrzyń:
- 2005

Puchar Świata:
- 2011
- 2007

Igrzyska Olimpijskie:
- 2008

Volley Masters Montreux:
- 2010

Grand Prix:
- 2010, 2011

Puchar Panamerykański:
- 2012
- 2011